# Sâmbăta de Sus
Sâmbăta de Sus – wieś w Rumunii, w okręgu Braszów, w gminie Sâmbăta de Sus. W 2011 roku liczyła 1439 mieszkańców.